# Fender Marauder
L'une des guitares les plus mystérieuses jamais fabriqués par Fender porte le nom de Marauder. La Marauder, destinée à occuper le haut de game de la marque, doit rejoindre le catalogue Fender peu de temps avant la vente de l'entreprise à CBS. L'instrument sort du département recherche et développement entre1964 et 1965 mais ne dépasse jamais le statut de prototype malgré des publications promotionnelles anticipées par le nouvel encadrement de CBS.

## Prototypes
Le prototype original de la Fender Marauder s'inspire de la forme et des commandes des réglage de la Fender Jaguar et utilise un nouveau concept où quatre micros expérimentaux se cachent sous le pickgard. L'idée est d'avoir une jouabilité totale sans aucun micro en saillie et d'avoir une électronique très polyvalente. Pour la partie électronique, quatre commutateurs à trois positions donnent 48 possibilités tonales différentes avec des positions de configuration en phase et hors phase.
Les quatre micros cachés, invention de Quilla « Porky » Freedman, un musicien de musique western, doivent être très puissants du fait de leur éloignement avec les cordes. Le bobinage des single coil est par conséquent très serré pour compenser ce désagrément mais a également la capacité de capter d'autres sources d'interférences électriques. C'est un échec et les quelques versions Fender Marauder de 1964-1965 restent au stade de prototype, prétendument parce que les micros cachés ne sont pas opérationnels.

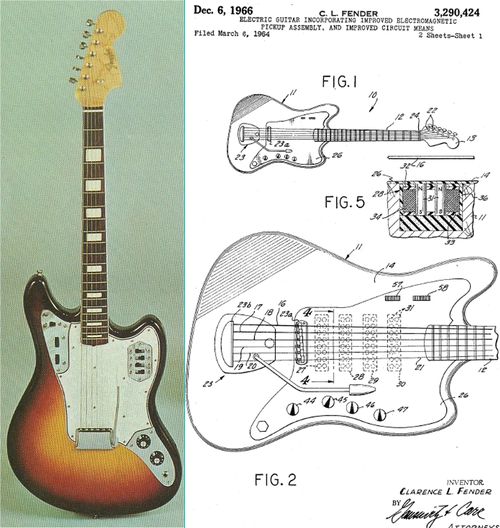
Prototype

D'après les publications, certains avancent qu'au moins cinq modèles originaux du Marauder sont produits. Leo Fender et Bob Perine présentent deux des premières Marauders, une version vibrato sunburst et une version verte « hard-tail » sans vibrato, dans leur catalogue 1965–1966 comme leurs guitares les plus chères. Don Randall répertorie les instruments sur plusieurs listes de prix à partir du début de 1965 avant d'abandonner le projet pour des raisons non précisées.
Après que Fender ait délesté le projet, Porky apporte sa conception brevetée de micros cachés à Rickenbacker, et en 1968, Rickenbacker fabrique le prototype d'une guitare à quatre micros cachés sous le pickguard qui finalement n'entre pas en production, encore une fois pour des raisons non précisées.
En 1966 la guitare est repensée par le département de recherche et de développement. La nouvelle version possède trois micros apparents, disposés de la même manière que sur la Fender Stratocaster. Elle possède sept commutateurs à bascule et quatre potentiomètres. La tête de manche arbore un nouveau design avec un rebord de la même couleur que le corps qui sera réutilisé pour la Fender Starcaster durant les années 1970. Certains des prototypes fabriqués pour cette série possèdent une touche munie de frettes inclinées. Malgré toutes les idées novatrice de la Maraudeur le modèle finit une fois encore au rebut.

## Variantes
Les prototypes Marauder Fender et Rickenbacker à quatre micros cachés sous le pickguard survivent à ce jour, mais personne n'a publié de photos d'autres Marauders originales à micros cachés et n'a fait connaître leur existence au monde des collectionneurs de guitares. 

## Nouveaux modèles

### Fender Modern Player Marauder (2011-2013)

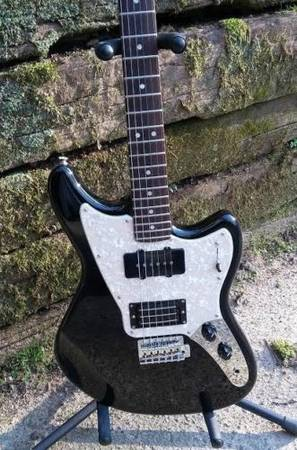
Fender Modern Player Maraudeur

En octobre 2011, Fender présente un nouveau modèle Marauder dans le cadre de la série d'entrée de gamme Modern Player. Cette Marauder arbore la forme du corps du prototype original, mais dispose d'un système électronique simplifié comprenant un commutateur à 5 positions, un volume et une commande de tonalité. Particularité, la guitare possède un micro  simple bobinage de type Jazzmaster en position manche et un micro original à triple bobinage en position chevalet, ce qui lui offre une très large palette de sons. La guitare a un manche en érable en forme de C, une touche en palissandre, un chevalet trémolo de style vintage, des mécaniques de style vintage et un accastillage en nickel-chrome. Ce modèle est également le premier modèle de production Fender à être fabriqué avec un corps en bois de Koto. Cette Maraudeur est disponible en finition noire et Lake Placid Blue. En 2014, le modèle Fender Modern Player Marauder est retiré du catalogue Fender.

### Prestige Marauder XII
En 2021, le « custom shop Fender » édite une Marauder totalement revisité, le modèle « Carlos Lopez Masterbuilt Prestige Marauder/XII Doubleneck ». La guitare est une double manche avec 12 cordes en partie haute et six cordes, munies d'un vibrato, en partie basse. Les interrupteurs à bascule du prototype ll sont remplacés par des interrupteurs à glissière de type Fender Jaguar.